# Neogoniolithon myriocarpum
Neogoniolithon myriocarpum (Foslie) Setchell & L.R. Mason, 1943  é o nome botânico  de uma espécie de algas vermelhas pluricelulares do gênero Neogoniolithon, família Corallinaceae, subfamília Mastophoroideae.
- São algas marinhas encontradas no Egito, Etiópia, Sudão, Vietnã, Chile, Australia, Ilhas Salomão e Ilha de Páscoa.

## Sinonímia
Atualmente é considerada sinônimo de:
- Neogoniolithon oblimans (Heydrich) P.C. Silva, 1996